# ريلاودد (فلم)
ريلاودد (بالإنجليزية: Reloaded)، هُو فيلم دراما ورومانسية نيجيري صدر سنة 2009، وقد أخرجه الثنائي لانسلوت أودوا إيماسون وإيكيشوكوو أونييكا. الفيلم من بطولة كُل من رامسي نوح وريتا دومينيك وديزموند أليوت وستيفاني أوكيريكي لينوس وإيني إيدو ونسي إيكبي إيتيم.